# Plagiostoma (grzyby)
Plagiostoma Fuckel – rodzaj grzybów z klasy Sordariomycetes.

## Systematyka i nazewnictwo
Pozycja w klasyfikacji według Index FungorumGnomoniaceae, Diaporthales, Diaporthomycetidae, Sordariomycetes, Pezizomycotina, Ascomycota, Fungi.
Synonimy
- Chalcosphaeria Höhn. 1917
- Chorostella (Sacc.) Clem. & Shear 1931
- Cryptodiaporthe Petr. 1921
- Cytodiplospora Oudem. 1894
- Diaporthe sect. Chorostella Sacc. 1882
- Diplodina Westend. 1857
- Diploplenodomopsis Petr. 1923
- Diplosclerophoma Petr. 1923
- Fioriella Sacc. 1905
- Phoma Fr. 1821
- Plagiostomella Höhn. 1917
- Septomyxa Sacc. 1884[2].

Gatunki występujące w Polsce
- Plagiostoma campylostyla (Auersw.) M.E. Barr 1978
- Plagiostoma devexum (Desm.) Fuckel 187
- Plagiostoma euphorbiae (Fuckel) Fuckel 1870
- Plagiostoma salicellum (Fr.) Sogonov 2008

Nazwy naukowe na podstawie Index Fungorum. Wykaz gatunków Polski na podstawie „Grzyby mikroskopijne Polski”.